# Qwant

2023년 1월 기준 국가별 Qwant 운영:
운영 중
운영하지 않음

Qwant(프랑스어: Qwant /kwɑ̃t/[*])는 프랑스 본사를 둔 검색 엔진이다.
프라이버시를 존중한다 표명하였으며, 이에 따라 비발디의 기본 엔진 중 하나가 되었다.
또, 프랑스 정부는 프라이버시 관점에서 google대신, QWANT를 사용중이다.

## 이름의 유래
Qwant(/kwɑ̃t/, 쾅트)의 이름은 수량을 뜻하는 Quantities의 Q와 want를 결합한 것이다.

## 같이 보기
- DuckDuckGo
- Startpage.com